# 血红藻科
血红藻科（学名：Cruoriaceae）是杉藻目下的一个科。

## 下属分类
本科包括以下属：
- 血红藻属 Cruoria Fries, 1835
- Cruoriopsis
- Haematophlaea 1858
- Pseudopolyides T.Gallardo, I.Bárbara & J.Cremades, 2013